# Estación de Viladecans
Estación de Viladecans vasútállomás Spanyolországban, Viladecans településen a Madrid–Barcelona-vasútvonalon. Része Barcelona elővárosi vasúti közlekedésének, a Rodalies Barcelonának.

## Kapcsolódó állomások
A vasútállomáshoz az alábbi állomások vannak a legközelebb:
- Estación de El Prat de Llobregat (Granollers Centre railway station, Rodalies de Barcelona 2-es vonal)
- Estación de Gavá (Estación de Casteldefels, Rodalies de Barcelona 2-es vonal)
- Estación de El Prat de Llobregat (Barcelona-Estación de Francia, líne R2 sud)
- Estación de Gavá (Estació de Sant Vicenç de Calders, líne R2 sud)